# انتخابات‌پژوهی
بررسی و تحلیل علمی انتخابات را انتخابات‌پژوهی یا کارشناسی انتخابات می‌گویند.
مطالعهٔ آماری و جامعه‌شناختی انتخابات و الگوهای رأی‌دهی و تأثیر رسانه‌ها و نظرسنجی‌ها بر آن و تحلیل نتایج آن از زمینه‌های انتخابات‌پژوهی است.
انتخابات‌پژوهی از داده‌های انتخابات‌های گذشته، نظرسنجی‌ها، اطلاعات مربوط به چگونگی تأمین مالی کارزارهای انتخاباتی، و داده‌های مشابه آماری برای تحلیل‌های خود استفاده می‌کند.
اصطلاح سفالوژی (انتخابات‌پژوهی) در سال ۱۹۵۲ توسط آر.بی. مک‌کلم، تاریخ‌دان انگلیسی، برای اشاره به روش علمی واکاوی انتخابات پیشین ساخته شد.